# Key Alves
Keyla Alves Ramalho (Bauru, 8 de janeiro de 2000), é uma jogadora de vôlei brasileira que atua na posição de líbero. Atualmente joga no Houston Volleyball, equipe da LOVB Pro, dos Estados Unidos.
Fora das quadras, a brasileira é modelo. Em 2023 participou da vigésima terceira edição do Big Brother Brasil.

## Biografia
Filha de Karina Caetano e de Manoel Flavio Ramalho, Key Alves nasceu na cidade de Bauru, interior de São Paulo, em 08 de janeiro de 2000. Ela tem duas irmãs: a fisioterapeuta e estudante de medicina Keysi Alves e a também líbero Keyt Alves, que é sua gêmea.

## Carreira
Vôlei
Key Alves saiu de casa aos 14 anos para iniciar sua carreira como jogadora de vôlei. A jovem, que ocupa a função de líbero, despontou nas categorias de base do voleibol brasileiro como uma grande promessa. Em 2018, pela Seleção Brasileira sub-20, ela conquistou o Sul-Americano da categoria disputado em Lima, no Peru. Além do título, a atleta foi eleita a melhor líbero da competição.
Ao longo de sua carreira, Key Alves passou por equipes como AFAV/Fundesport, São Bernardo, Sesi Vôlei Bauru, Esporte Clube Pinheiros e Osasco. Foi campeã paulista pelo Osasco em 2021. Entretanto, em outubro de 2022, a jovem atleta sofreu uma grave lesão no ligamento cruzado anterior do seu joelho esquerdo e precisou se afastar das quadras.
Em 2024, para disputar a liga americana de vôlei pela equipe LOVB Houston Volleyball, Key passou por uma cirurgia de reconstrução do ligamento cruzado anterior (LCA).
Influencer
Key Alves é uma das atletas mais seguidas do mundo com mais de 15 milhões de seguidores no Instagram e de 2 milhões no TikTok.
Em 2023, participou da vigésima terceira temporada do reality show Big Brother Brasil,  da TV Globo. Ao ser eliminada com 56,76% dos votos do público, Key Alves foi escolhida pelo diretor do programa, Boninho, como a representante do BBB para ir ao intercâmbio na terceira temporada do reality show La Casa de los Famosos, gravado no México.
Modelo
Key Alves produz conteúdos exclusivos para seus assinantes nas plataformas Playboy e OnlyFans.
Nos seus perfis, Key publica ensaios sensuais usando biquínis e lingeries.

## Títulos e resultados

#### Seleção Brasileira
Campeonato Sul-Americano Sub-20

#### Clubes
Campeonato Paulista 2022
Semifinalista Superliga 2022-23
Semifinalista Copa do Brasil 2022

## Premiações individuais
Melhor Líbero do Campeonato Sul-Americano Sub-20 2018

## Prêmios e indicações
| Prêmio                       | Categoria                           | Resultado |
| ---------------------------- | ----------------------------------- | --------- |
| Prêmio Jovem Brasileiro 2023 | Melhor Participante de Reality Show | Venceu    |
| Prêmio Rede BBB 2023         | A Grande Fic                        | Venceu    |
| Prêmio iBest 2023            | Atleta Influenciador                | 9º lugar  |
| SEC Awards 2023              | Estrela em Reality Show             | Venceu    |
| Acervo Awards 2023           | Fandom do Ano                       | Venceu    |
| Splash Awards 2023           | Vilão do Ano em Reality             | Venceu    |
| Prêmio Jovem Brasileiro 2024 | Melhor Fandom do Brasil             | Venceu    |
| Prêmio Jovem Brasileiro 2024 | Meu Crush                           | Venceu    |
| Prêmio iBest 2024            | Atleta Influenciador                | 10º lugar |

## Vida pessoal
Em 2024, Key Alves assumiu publicamente seu relacionamento com o cantor sertanejo Bruno Rosa.

## Filmografia

### Televisão
| Ano  | Título                 | Papel                    | Notas        |
| ---- | ---------------------- | ------------------------ | ------------ |
| 2023 | Big Brother Brasil     | Participante (15º lugar) | Temporada 23 |
| 2023 | La Casa de los Famosos | Intercambista            | Temporada 3  |

### Videoclipes
| Artista                                | Música              |
| -------------------------------------- | ------------------- |
| DJ Zullu, Os Quebradeiras, Stefan Baby | Faz O Teu Nome      |
| Kadu Martins                           | Novinha do OnlyFans |
| Kadu Martins e Pedro Sampaio           | Se Bater Saudade    |